# Dziewiątle
Dziewiątle – wieś w Polsce położona w województwie świętokrzyskim, w powiecie opatowskim, w gminie Iwaniska.
W latach 1975–1998 miejscowość administracyjnie należała do województwa tarnobrzeskiego.

## Części wsi
| SIMC    | Nazwa      | Rodzaj    |
| ------- | ---------- | --------- |
| 1018290 | Kolonie    | część wsi |
| 0793621 | Rudki      | część wsi |
| 0793638 | Zamajdanie | część wsi |

## Historia
Wieś leżąca w powiecie sandomierskim województwa sandomierskiego wchodziła w XVII wieku w skład kompleksu iwaniskiego dóbr Zbigniewa Ossolińskiego. W 1629 roku właścicielem wsi położonej w powiecie sandomierskim województwa sandomierskiego był Krzysztof  Ossoliński.
W 1827 r. było tu 16 domów i 123 mieszkańców. Według Słownika geograficznego Królestwa Polskiego w latach 80. XIX w. wieś i folwark w gminie Malkowice w parafii Iwaniska. Wieś miała 26 domów, 185 mieszkańców, 249 mórg ziemi dworskiej i 360 mórg włościańskiej. Folwark Dziewiątle wyodrębniono w 1871 r. z dóbr Łopacionek.